# Kurabathalli, Sindgi
Kurabathalli là một làng thuộc tehsil Sindgi, huyện Bijapur, bang Karnataka, Ấn Độ.